# Jeannot Bournival
Jeannot Bournival, né le 15 mars 1977 à Shawinigan est un musicien, poète, interprète, photographe, producteur et réalisateur québécois. Artiste multidisciplinaire et musicien multi-instrumentiste, il a contribué à l'architecture sonore des albums et œuvres de nombreux artistes comme Isabelle Boulay, Fred Pellerin, Tire le Coyote ou encore Bryan Perro. Il est également l'auteur d'une dizaine d'albums et de titres musicaux personnels.   

## Biographie
Jeannot Bournival est né à Shawinigan. Il est le fils d'André Trudel et de Lucie Bournival. Il a grandi à Saint-Élie-de-Caxton, région de la Mauricie, et y vit toujours. Il est le père de deux enfants. 

### Études et formations
Jeannot Bournival est titulaire d'un diplôme d'études collégiales (technique en jazz) obtenu au Cégep de Drummondville en 2000. Après des études en interprétation jazz à l'Université Concordia, il s'inscrit à l'Université de Montréal où il obtient en 2005 un baccalauréat en musique option interprétation jazz. Il est saxophoniste, mais joue aussi une multitude d'instruments, comme la basse, la clarinette, le banjo, le piano ou la flûte. Il possède le studio d'enregistrement Le Pantouf, situé à Saint-Élie-de-Caxton.   

### Créations personnelles
En 2006, Jeannot Bournival lance l'album jazz instrumental "Projet bleu ciel", qui est bien accueilli par la critique. 
Le 2e album instrumental de Bournival, Page 36 Musique à numéro sort en avril 2016 et figure dans la liste des nominations dans la catégorie Album de l'année/instrumental au Gala de l'ADISQ. 
L'année suivante sort Musique Mécanique, un album inspiré par plusieurs mécaniques : celle de l'environnement, de la vie, des instruments de mesure du temps (horlogère), du mouvement des corps, du mouvement des étoiles et des planètes (mécanique céleste) et bien sûr de celle du piano. 
Écrit et composé durant la pandémie de Covid-19, son premier album solo instruments-voix, Avec vue sur l'Amer sorti en 2023, s'avère introspectif et teinté d'une composition réalisée à huis clos dans laquelle l'artiste donne de la place à sa voix.  
En 2024, il sort son deuxième album solo instruments-voix intitulé Confiture printemps comète moustache molle, un titre poétique qui ne passe pas inaperçu et qui fait le lien avec des expériences de vie et des deuils qui ont marqué l'artiste et provoqué des changements,, tout en jouant avec les mots dans l'humour et la poésie, dans un style inclassable et original. L'album inclut deux reprises : celle du célèbre titre Paradis City dans l'album éponyme de Jean-Leloup et une interprétation poétique de J'ai demandé à la Lune du groupe Indochine, une reprise qui a également donné naissance à un vidéoclip impressionniste, réalisé par le cinéaste Roger Gariépy avec des images du directeur photo André Turpin. La tournée de l'album inclut des villes au Québec après des représentations à Saint-Pierre-et-Miquelon et à Douala au Cameroun.

## Collaborations
Qualifié de compositeur « avant-gardiste traditionnel » par certains médias culturels, Jeannot Bournival collabore depuis 20 ans avec des artistes québécois et francophones. En 1998, il cofonde, avec quatre autres artistes de la Mauricie, dont Fred Pellerin, le groupe Les Tireux d'Roches. Il participera aux trois premiers albums du groupe en tant que chanteur et flutiste.   
Depuis 2001, en tant que réalisateur et compositeur, son nom est également associé à tous les albums de son ami Fred Pellerin. Depuis le livre-CD Dans mon village, il y a belle Lurette... (2001), en passant par les albums Silence (2009), C'est un monde (2011), Plus tard qu'on pense (2014), et Après (2018).   
En 2015, Jeannot Bournival est le saxophoniste sur l'album Sorel Soviet So What de l'artiste Bernard Adamus.   
En 2018, Pascal Veillette et Jeannot Bournival créent le duo Lavabo, un délire musical en lien avec la plomberie. Les deux caxtoniens jouent les rôles d'Artésien Dupuits et Septique Desfossés. L'oeuvre est qualifiée par les intéressés de « poésie rugueuse ».    
En 2021, l'artiste caxtonien sort un album réalisé en partenariat avec Tire le Coyote (Benoît Pinette). L'album reprise, sorti avec la maison de disque indépendante La Tribu, se compose de six chansons issues du répertoire musical québécois,.     
À l'été 2024, il crée le spectacle À coucher dehors, une initiative qui vise à sensibiliser à l'itinérance. La représentation a lieu en octobre de la même année à Trois-Rivières avec la collaboration d'Isabelle Boulay, Patrice Michaud, Roxane Bruneau, Paul Daraîche et Laura Niquay.     

### Prise de position
En novembre 2023, la veille du Gala de l'ADISQ, il cosigne une lettre de 164 artistes parue dans Le Devoir qui réclame que les artistes-entrepreneurs membres de l’ADISQ puissent avoir le droit de vote et participer à la gouvernance de l'association professionnelle. La lettre mentionne également la « mainmise de l’ADISQ sur une bonne part des subventions de l’État ».   

## Œuvres

### Albums personnels et en collaboration
- 2024 : Confiture Printemps Comète Moustache Molle, Trois-Rivières, Productions Coin D'Table.
- 2023 : Objectif Terre (en collaboration avec Bryan Perro et Tire le Coyote), Trois-Rivières, Productions Coin D'Table.
- 2023 : Avec vue sur l'Amer, Trois-Rivières, Productions Coin D'Table.
- 2021 : Le temps des autres (EP) (avec Tire le Coyote), Montréal, La Tribu.
- 2021 : Lavabotomie (en duo avec Pascal Veillette), Trois-Rivières, Productions Coin D'Table.
- 2019 : Amos Daragon: Le Phénix - L'aventure musicale.
- 2018 : Lavabo (en duo avec Pascal Veillette), Trois-Rivières, Productions Coin D'Table.
- 2011 : Musique mécanique, Trois-Rivières, Productions Coin D'Table.
- 2016 : Page 36 Musique à numéro, Trois-Rivières, Productions Coin D'Table.

### Singles
- 2024 : À l'ombre de la foi
- 2024 : J'ai demandé à la Lune
- 2024 : Cassette vierge
- 2023 : Mur à mur (feat. Millimetrik)
- 2023 : Nos fantômes
- 2021 : Pays sans couture (Fränze Remix)
- 2021 : La louve (Fränze Remix)
- 2020 : Visa pour le pôle Nord
- 2020 : Chez Gaspard
- 2020 : La rivière Yamachiche (J'inspire et Shakespeare)
- 2020 : Y'aurait pu

## Prix et distinctions
- 2024 : personnalité de l'année, catégorie arts et culture, Le Nouvelliste[22].
- 2022 : finaliste pour le prix du Conseil des arts et des lettres du Québec (CALQ) dans la catégorie Artiste de l’année en Mauricie[23].
- 2016 : nomination dans la catégorie Album de l'année/instrumental au Gala de l'ADISQ pour Page 36 Musique à numéro[24],[25].
- 2010 : lauréat du Félix de la prise de son et mixage de l'année pour Silence[26].